# LG Optimus G
O LG Optimus G é um smartphone topo de gama, que faz parte da família LG Optimus G, fabricado pela LG Electronics e lançado em novembro de 2012 nos Estados Unidos. Possui uma capacidade multitarefa que permite apresentar uma segunda aplicação em cima do ecrã da aplicação principal com elevado desempenho.

O dispositivo impulsionou as vendas de telemóveis da LG, que alcançou o terceiro lugar em vendas no primeiro trimestre de 2013, à frente da Samsung e da Apple.